# Aquaduct Vechtzicht
Het Aquaduct Vechtzicht is een aquaduct in de autosnelweg A1 onder de Vecht bij Muiden. Met een lengte van 200 en een breedte van 65 meter in een snelweg met 12 rijstroken is het bouwwerk het breedste aquaduct van Europa. Het bouwwerk is onderdeel van het Project Schiphol-Amsterdam-Almere, waarvoor onder andere de A1 op dit punt verbreed wordt. Het aquaduct is genoemd naar een vroegere boerderij die voor de aanleg heeft moeten wijken.
Het aquaduct heeft 2 × 5 rijstroken en 2 wisselstroken. De gesloten lengte bedraagt circa 240 meter. Op de betonnen tunnelbak staat circa 2,6 meter water. Wegens de slechte grond ter plekke moesten voor de fundering ongeveer 5.300 heipalen worden gebruikt.
In het aquaduct en de verlegde weggedeeltes is de A1 bij Muiden 300 meter zuidelijker (dichter bij Weesp) komen te liggen dan de buiten gebruik genomen dubbele basculebruggen in het oude tracé. Voor het lokale verkeer is er een aparte, nieuwe brug gekomen, de Spieringbrug, die tussen het oude en nieuwe tracé van de A1 ligt.

## Ecopassage
Op het aquaduct is een ecologische zone voorzien van 40 meter breed, waarvan 15 meter water. Hierdoor wordt een ecologische verbinding tussen het IJmeer en het Naardermeer in stand gehouden.

## Gefaseerde ingebruikname
Op 22 augustus 2016 is het aquaduct in gebruik genomen voor het verkeer over de A1 in de richting Amersfoort en Almere (rechterbaan).
Op 12 september 2016 werd de wisselbaan in het aquaduct in gebruik genomen.
Ten slotte werd op 26 september 2016 de nieuwe rijbaan richting Amsterdam (linkerbaan) opengesteld.

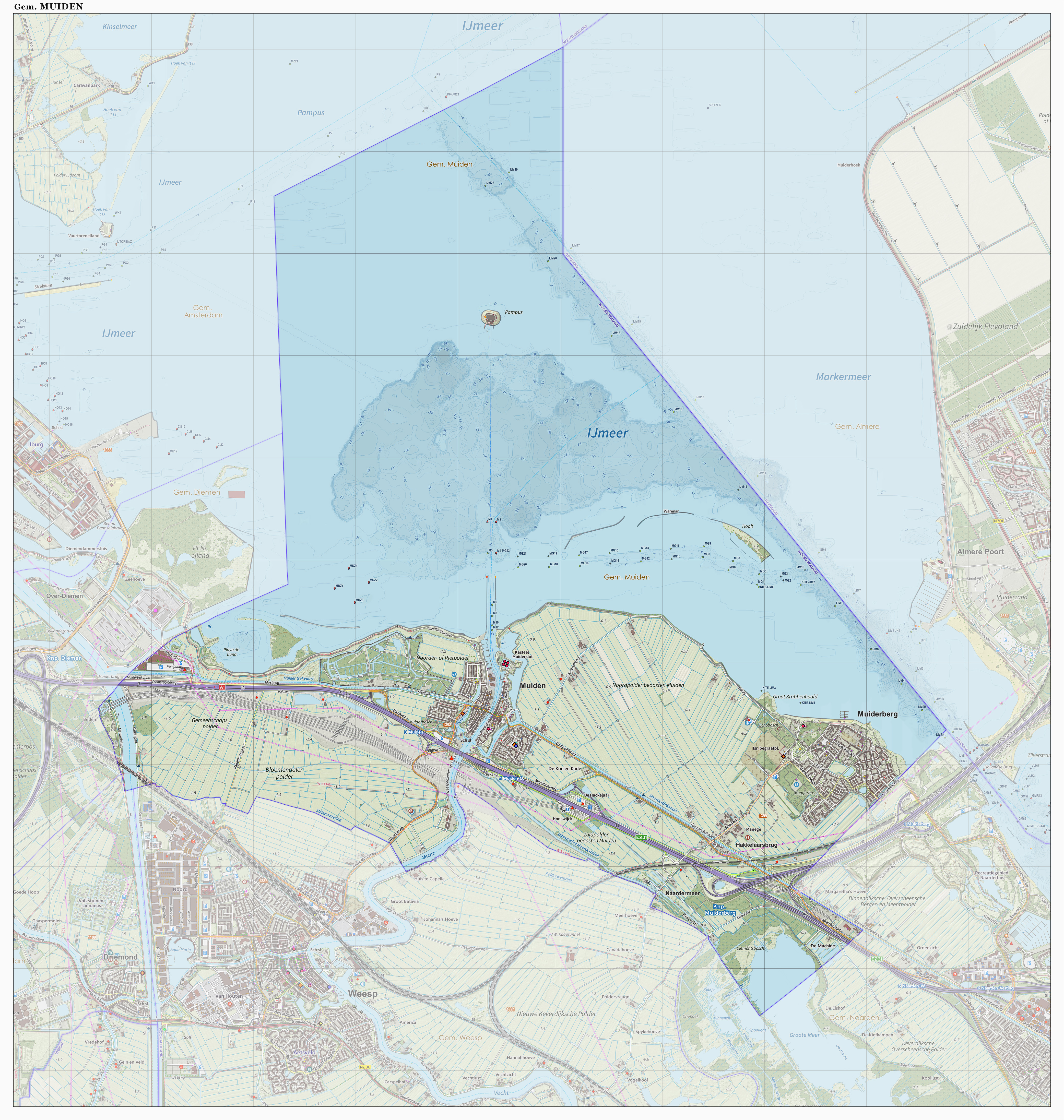
Topografische gemeentekaart van Muiden (september 2014). De Bloemendalerpolder ligt tussen de bebouwde kom van Muiden en die van Weesp. Het nieuwe traject van de A1 met het aquaduct Vechtzicht is hier ingetekend.
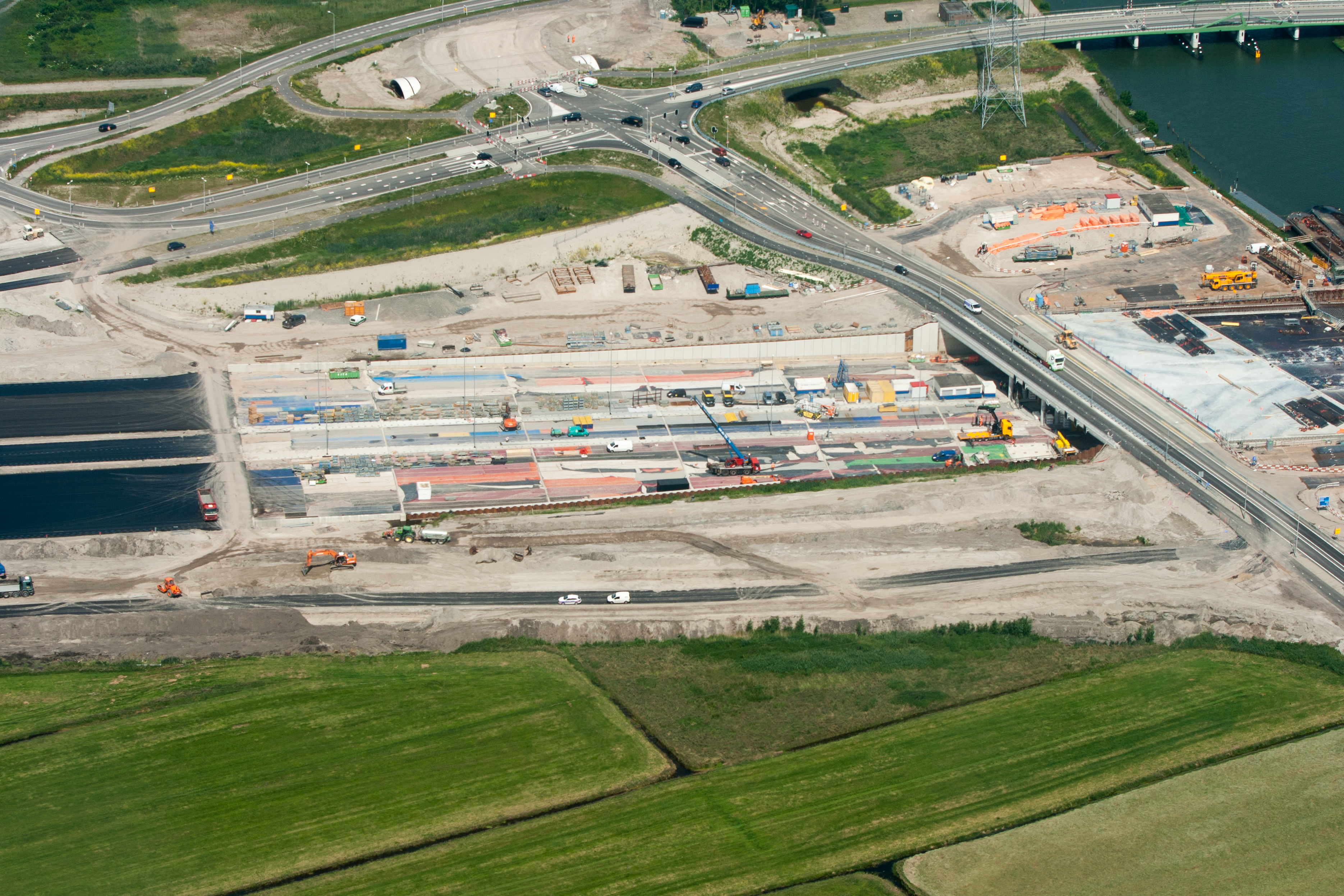
Bouwwerkzaamheden voor het aquaduct, juni 2016